# Gochsheim
Gochsheim è un comune tedesco di 6 318 abitanti, situato nel land della Baviera.